# Себастьян Корш'я
Себастья́н Корш'я́ (фр. Sébastien Corchia; нар. 1 листопада 1990, Нуазі-ле-Сек, Сена-Сен-Дені, Франція) — французький футболіст, правий захисник французького клубу «Нант» та збірної Франції.

## Клубна кар'єра

### Ранні роки
Себастьян Корш'я народився в передмісті Парижа Нуазі-ле-Сек. Почав свою кар'єру в клубі «Роні» з сусіднього Роні-су-Буа. Після дворічного перебування в клубі, він перейшов в напівпрофесійний клуб «Вільмомбль». У клубі Себастьян провів п'ять років. У 2004—2006 роках навчався в академіях місцевого клубу «Бонді» та «Парі Сен-Жермен»,  а також протягом кількох тижнів проходив підготовку в центрі «Клерфонтен».

### Ле-Ман
Дебют Корш'я за «Ле-Ман» відбувся 14 лютого 2009 року в матчі проти «Ніцци», в рамках 24 туру чемпіонату Франції 2008/2009. Він вийшов на поле з перших хвилин і був замінений лише на 68 хвилині другого тайму. Потім відіграв повний матч на стадіоні «Велодром» проти марсельського «Олімпіка». Завдяки хорошій грі в обороні допоміг своїй команді взяти важливе очко у виїзному матчі.
У зимове трансферне вікно їм активно цікавився туринський «Ювентус», проте зрештою Себастьян залишився в Ле-Мані. Він провів відмінну кінцівку сезону, чим і викликав інтерес до себе з боку ЗМІ. У травні 2009 року підписав свій перший професійний контракт з клубом строком на три роки. Всього в сезоні 2008/2009 Корш'я відіграв 9 матчів.
Сезон 2009/2010 Себастьян почав як основний правий захисник. Він взяв участь у всіх 15 стартових матчах в чемпіонаті Франції. Свій перший гол забив 12 грудня 2009 року, в матчі проти «Валансьєну». Всього в сезоні 2009/2010 Корш'я відіграв 35 матчів у чемпіонаті і по одному матчу в Кубку Франції та Кубку французької ліги. Однак «Ле-Ман» в тому сезоні зайняв 18 місце в чемпіонаті і вилетів у Лігу 2. Влітку 2010 року їм цікавилася мюнхенська «Баварія», а також «Бордо», ліонський «Олімпік» і «Лілль».

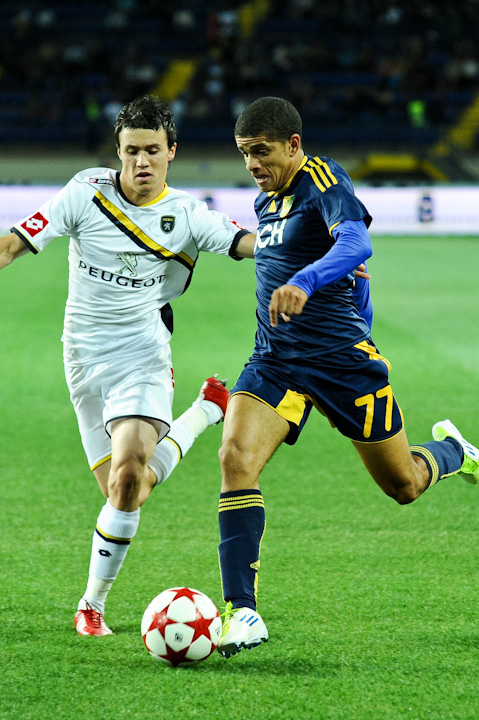
Себастьян в матчі проти «Металіста»

Сезон 2010/2011 Себастьян разом з командою провів у другому дивізіоні Франції. Сезон вийшов для клубу досить успішним — він зайняв четверте місце, всього в кроці від виходу в Лігу 1. Успішним він був і для Себастьяна. У тому сезоні він відіграв 36 матчів у чемпіонаті і забив 1 гол. В кінці сезону Корш'я перейшов у футбольний клуб «Сошо», який виступав у Лізі 1. Сума трансферу футболіста оцінювалася в 1,8 мільйонів євро.

### Сошо
У липні 2011 року Корш'я офіційно став гравцем «Сошо». У новому клубі отримав футболку з другим номером. Дебют за новий клуб відбувся 6 листопада 2011 в матчі першого туру чемпіонату Франції 2011/2012 проти «Марселя». У тому матчі Корш'я вийшов на поле на незвичну для себе позицію — лівий фланг оборони. Матч завершився нічиєю 2:2, а Себастьян записав на свій рахунок гольову передачу.
У серпні «Сошо» належало провести два матчі четвертого кваліфікаційного раунду Ліги Європи 2011/2012 проти харківського «Металіста». Перший матч, що відбувся 18 серпня на стадіоні «Металіст», став для Корш'я дебютним в єврокубках. У матчі-відповіді на стадіоні «Огюст-Бональ» Себастьян також відіграв повний матч, а «Сошо» зазнав велику поразку 4:0 і вилетів з розіграшу Ліги Європи.
У матчі 9 туру чемпіонату Франції проти «Тулузи», Себастьян отримав невелике ушкодження і був замінений на 38 хвилині першого тайму. Пропустивши наступні два матчі, Корш'я знову повернувся на поле в матчі 12 туру проти «Ніцци». Взимку 2014-го року був близький до переходу в «Лілль», але трансфер зірвався. ФФФ не дозволила молодому французу перейти в розташування «догів».

### Лілль
Влітку 2014 Себастьян все ж перейшов в «Лілль». Контракт підписаний на чотири роки. За даними французьких ЗМІ, вартість трансферу склала 1,7 мільйона євро. Протягом усіх трьох сезонів був основним правим захисником, у сезоні 2016/17 зігравши всі 38 матчів Ліги 1 та ставши найбільш заграним польовим гравцем чемпіонату.. Разом з клубом грав у кваліфікації Ліги чемпіонів, а також досяг фіналу Кубка французької ліги 2015/16.

### Севілья
13 липня 2017 року Корш'я перейшов до «Севільї», вартість переходу склала 5 мільйонів євро. У першій половині сезону був у ротації захисників та провів 20 матчів за клуб, однак у січні 2018 отримав травму та пропустив другу половину сезону.
З приходом на тренерську лаву «Севільї» Пабло Мачіна після двох матчів в кваліфікації Ліги Європи 2018/2019 був відданий в оренду до португальської «Бенфіки». Однак одразу після приходу до лісабонського клубу Корш'я знову травмувався та в підсумку протягом сезону 2018/19 майже не грав: лише 2 матчі чемпіонату, по 3 матчі Кубку Португалії та Ліги Європи, а також 2 матчі за дублюючу «Бенфіку Б».
У серпні 2019 був знову відданий в оренду на сезон, цього разу до барселонського  «Еспаньйола».

## Цікаві факти
- Є великим шанувальником Паоло Мальдіні[13].

## Титули і досягнення
- Чемпіон Португалії (1):

«Бенфіка»: 2018–19
- Володар Кубка Франції (1):

«Нант»: 2021–22